# Hypostomus garmani
Hypostomus garmani är en fiskart som först beskrevs av Regan, 1904.  Hypostomus garmani ingår i släktet Hypostomus och familjen Loricariidae. Inga underarter finns listade i Catalogue of Life.